# قلعة كوداك
قلعة كوداك (بالأوكرانية: Кода́цька фортеця أو Кода́к أو Койда́к، بالإنجليزية: Kodak fortress، بالبولندية: Kudak، بالفرنسية: Forteresse de Kodak) كان حصنًا تم بناؤه في 1635.
تم بناؤها بأمر من فواديسواف الرابع فاسا، حاكم الكومنولث البولندي الليتواني، ومجلس النواب في الكومنولث، بالقرب من مدينة دنيبرو في أوكرانيا. في 1711، وفقًا لمعاهدة بروت، تم تدمير القلعة على يد الروس.

## التاريخ
تم بناؤه للسيطرة على القوزاق، ولمنع القرويين الأوكرانيين من الانضمام إلى قوات القوزاق ولحراسة الزاوية الجنوبية الشرقية من الكومنولث البولندي الليتواني. حاول البولنديون إرساء النظام في تلك المنطقة، وكلفوا رسام الخرائط العسكرية والمهندس الفرنسي غيوم ليفاسور دي بيوبلان ببناء الحصن. بلغت تكلفة البناء حوالي 100000 زلوتي بولندي.
في يوليو 1635، اكتمل بناء قلعة كوداك. في ليلة 11/12 أغسطس 1635، استولت قوات القوزاق على القلعة في هجوم مفاجئ. قام القوزاق بقتل حامية المرتزقة الألمانية بأكملها- والتي بلغ عددها 200 رجل، ونجا 15 ألمانيًا كانوا في الخدمة خارج القلعة- وحطموا القلعة.
قام البولنديون بإعادة بناء قلعة كوداك، لتصبح أكبر بثلاث مرات، في 1639. ضمت القلعة كنيسة كاثوليكية ودير وكنيسة أرثوذكسية. وارتفع عدد حاميتها إلى 600 جندي، مع دعم من المدفعية. على بعد ميلين تقريبًا خارج القلعة تم إنشاء برج حراسة ضخم.
خلال انتفاضة خميلينتسكي في 1648، تولى كريستوف غرودزيكي قيادة القلعة. في 1 أكتوبر 1648، استسلمت القلعة للقوزاق، بعد حصار دام 7 أشهر. تم ذبح المدافعين من جنود الصف أو اغراقهم في النهر بعد مغادرتهم قلعة كوداك عند الاستسلام. قام القوزاق ببيع قائد كوداك وبعض الضباط الآخرين للتتار كعبيد.
بعد اتفاقية بيرياسلاف في 1654، أصبحت قلعة كوداك تحت سيطرة القوزاق. قام بطرس الأكبر بتدمير القلعة؛ وفقًا لشروط معاهدة بروت مع الدولة العثمانية في 1711.
حاولت حكومة الاتحاد السوفيتي تدمير بقايا القلعة للقضاء على آثار النفوذ البولندي في أوكرانيا عبر إنشاء مقلع في الموقع في أوائل عقد 1930. تم إغلاق المقلع في 1994، ولكن بحلول ذلك الوقت كان ثلثي القلعة قد دمر بالكامل. بقي جدار واحد من التحصينات.
اعتبارا من 2015، يتكون الموقع من أطلال فقط، ولكنه أصبح معلمًا سياحيًا شهيرًا.

## روابط خارجية
- قلعة كوداك على ويكيميديا كومنز

## معرض

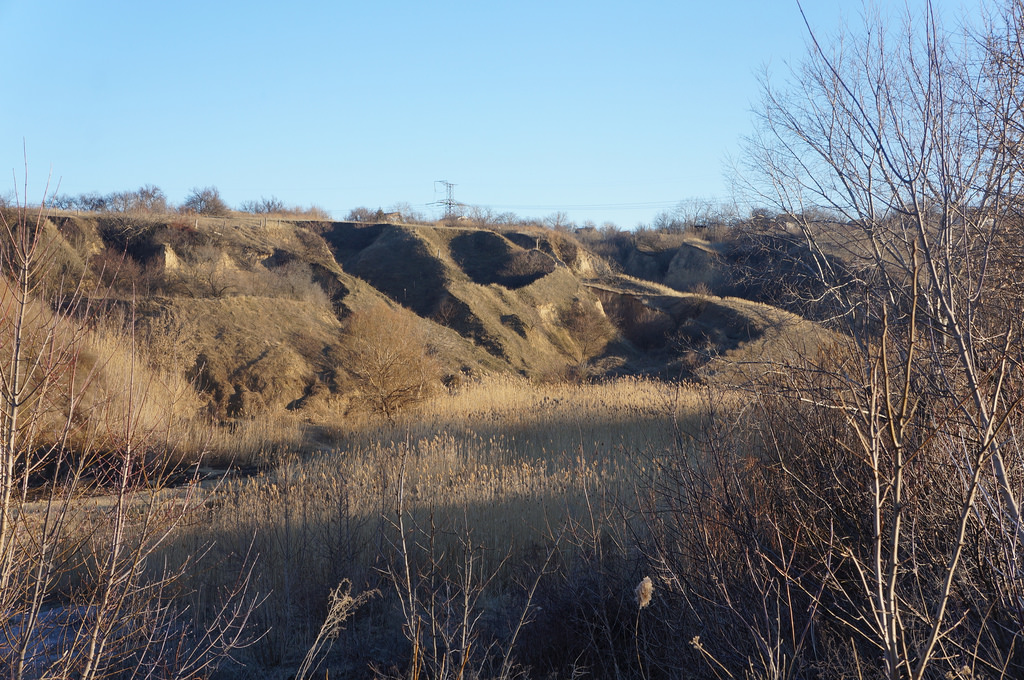
التحصينات القديمة في موقع قلعة كوداك
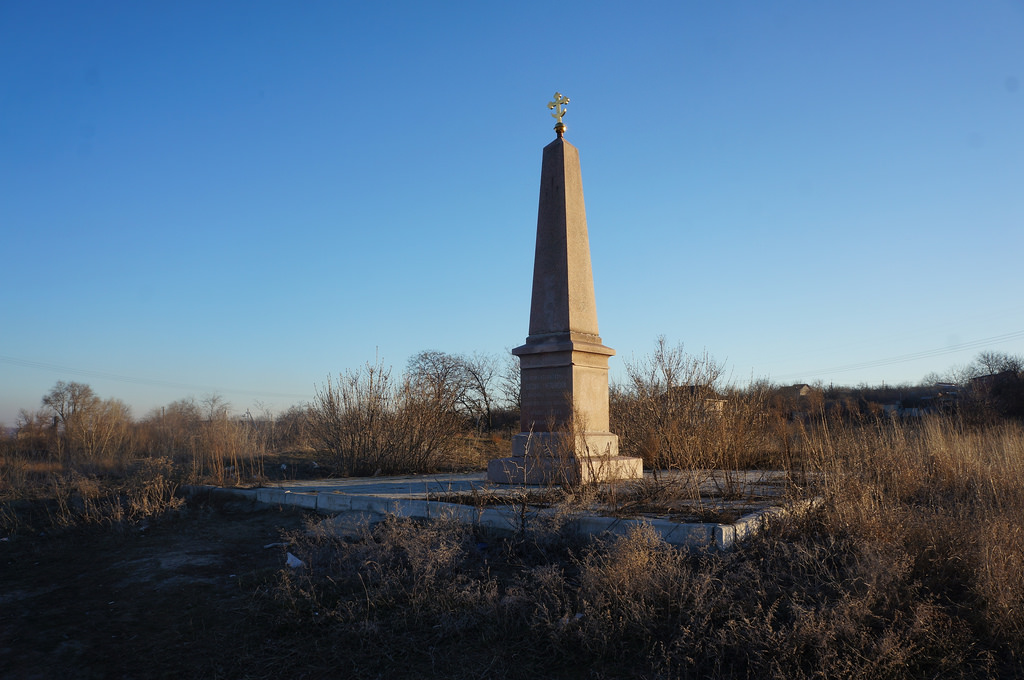
نصب تذكاري في موقع قلعة كوداك تكريمًا لاستيلاء القوزاق الزاباروجيين على قلعة كوداك بقيادة بوهدان خميلينتسكي.
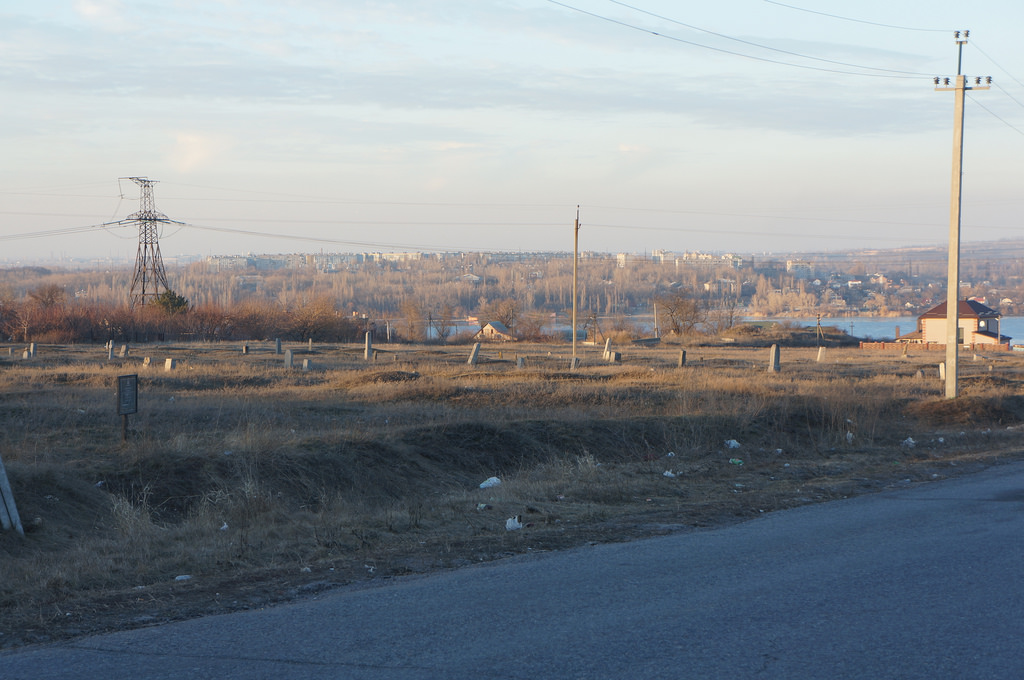
مقبرة قديمة في قرية ستاري كوداكي، بالقرب من موقع قلعة كوداك. يظهر في الخلفية نهر دنيبر.